# 朱雀門出
朱雀門 出（すざくもん いづる、男性、1967年 - ）は、日本の小説家。本名は池内俊貴。

## 略歴
大阪府高槻市出身。北海道大学大学院博士後期課程修了。日本学術振興会特別研究員を経て、長浜バイオ大学准教授。長浜市在住であり、作中にも長浜の地名が用いられている。
2009年に「寅淡語怪録」で第15回日本ホラー小説大賞短編賞を受賞し、同年に受賞作を改題し表題作とした短編集『今昔奇怪録』でデビュー。
その作風は、「直接的な暴力、グロテスク、残酷描写は避け、人物描写などで底知れない恐怖を描き出す手法」と評されている。
『てのひら怪談』にも作品が収録されている。
また、執筆以外にふるさと怪談トークライブや怪談社によるイベントなどで怪談を語っている。柔らかい語り口から、『男たちの怪談百物語』刊行記念イベントでのプロモーションビデオでは「静かなる西の語り部」という二つ名が付けられている。

## 「オーグリーンは死にました」の都市伝説化
朱雀門出が 書籍『怪談五色3 呪葬』(2015) や TV番組「怪談のシーハナ聞かせてよ。」(2016) で公開した体験談「オーグリーンは死にました」が、特撮ファンや都市伝説ファンなどの口コミやweb投稿を介して、（出所不明、真偽不明の話である）都市伝説として広まったという出来事。
オーソドックスな怪談とはテイストが異なるために、現代怪談という意味合いで都市伝説と呼ばれているだけである可能性もある。

## 作品リスト

### 単著
- 『今昔奇怪録』（角川ホラー文庫）2009
- 『首ざぶとん』（角川ホラー文庫）2010
- 『脳釘怪談』（竹書房文庫）2014
- 『脳釘怪談 呪殺』（竹書房文庫）2014
- 『第三脳釘怪談』 （自主電子出版）2019
- 『忌田の枝足』 （自主電子出版）2019
- 『謎の河童銭（続首ざぶとん）』（自主電子出版）2019
- 『「オーグリーンは死にました」考』 （自主電子出版）2019
- 『第四脳釘怪談』 （自主電子出版）2020
- 『第五脳釘怪談』（竹書房怪談文庫）2020
- 『第六脳釘怪談』（竹書房怪談文庫）2021
- 『第七脳釘怪談』（竹書房怪談文庫）2022

### アンソロジー・競作集
「」内が収録されている朱雀門出の作品
- 『異形コレクション第45巻 憑依』（光文社文庫）2010

「地蔵憑き」
- 『異形コレクション第48巻 物語のルミナリエ』（光文社文庫）2011

「望ちゃんの写らぬかげ」
- 『怪しき我が家 家の怪談競作集』（MF文庫ダ・ヴィンチ）2011

「ちかしらさん」
- 『超短編の世界 vol.3』（創英社）2011

「行き先」「えげれす日和」
- 『男たちの怪談百物語』(メディアファクトリー) 2012

「今からな……」「列見の辻」「うらみ葛の葉」「やきかんごふ」「もう一つの墓」「蛇を遣わします」「辻占」「くせいけ」「ペロと黒猫」「コノエさん」
- 『怪談実話コロシアム 阿鼻叫喚の開幕篇』（MF文庫ダ・ヴィンチ）2013

「地獄を選ぶ　他六篇」
- 『怪談実話系 魔』（MF文庫ダ・ヴィンチ）2013

「その夢を最後まで見ていたらどうなっていたと思う？」
- 『そっと、抱きよせて 競作集 <怪談実話系>』 (KADOKAWA） 2014

「猿工場の怪」
- 『恐國百物語』（伊計翼著、竹書房） 2017

巻末「第百話」
- 『京都怪談 神隠し』（竹書房文庫）2019

「右乗りルール」「河原で良い物を拾う話」「鬼障り」「鬼の話」「五人の老婆」「アジサイ」「悪魔崇拝の会」「心霊写真を買ってください」
- 『世にも怖い実話怪談』 (白夜ムック617)  2019

「甘えん坊」「もうやちゃん」「餓鬼の写る場所」「犬の首」「練乳」「ママムリモ星からの子供」「老ノ坂まで」「異宗門」「Ｓ駅の怪人」「赤髪」「仏ヶ浦のお爺さん」「エダアツメ」「恭平ちゃんに代わって」「いけないこと」
- 『ショートショートの宝箱IV』（光文社文庫）2020

「生霊」
- 『黄泉つなぎ百物語』（竹書房）2021

「どれだっけ。家の鍵、どれだっけ？」「背中のデキモノ」

#### てのひら怪談
- 『てのひら怪談 - ビーケーワン怪談大賞傑作選』（ポプラ社）2007、のちポプラ文庫 2008

「のほうさん」
- 『てのひら怪談2 - ビーケーワン怪談大賞傑作選』（ポプラ社）2007

「カミソリを踏む」
- 『てのひら怪談 百怪繚乱篇 - ビーケーワン怪談大賞傑作選』（ポプラ社）2008

「プリオン的」
- 『てのひら怪談 己丑 ビーケーワン怪談大賞傑作選』（ポプラ文庫）2009

「プリオン的」
- 『てのひら怪談 庚寅 ビーケーワン怪談大賞傑作選』（ポプラ文庫）2010

「やまんぶの帯」「線香花火」
- 『てのひら怪談 辛卯 ビーケーワン怪談大賞傑作選』（ポプラ文庫）2011

「癲覚」
- 『てのひら怪談 壬辰 ビーケーワン怪談大賞傑作選』（ポプラ文庫）2012

「くすくす岩」
- 『てのひら怪談 見てはいけない』（ポプラ社ポプラキミノベル）2023

「目目連」「電柱人間の話」「悪魔の一種」「人工冬眠装置の怪」「袋」

#### 恐怖通信 鳥肌ゾーン
- 『恐怖通信 鳥肌ゾーン(1) コックリさん』（ポプラ社）2012

「脳みそを見た話」
- 『恐怖通信 鳥肌ゾーン(2) うずまき』（ポプラ社）2013

「タクミはあげてくれたのに」
- 『恐怖通信 鳥肌ゾーン(3) 後ろにいるよ』（ポプラ社）2013

「死刑」
- 『恐怖通信 鳥肌ゾーン(4) くびだけだよ』（ポプラ社）2013

「ひみつの相談」
- 『恐怖通信 鳥肌ゾーン(5) 腹話術』（ポプラ社）2014

「ちがうのに」
- 『恐怖通信 鳥肌ゾーン(6) くらやみ』（ポプラ社）2014

「おかあさんのお迎えがおそかった日の話」

#### 怪談五色
- 『怪談五色』（竹書房文庫）2013

「真っ白な鬼の話」「あくむつき」「階段でうつむく女」「奇形児標本室」「まにあ」「人形の額」「透明人形」「こびと人気」「こぶづか」
- 『怪談五色2 忌式』（竹書房文庫）2014

「りょうあしカタアシ」「小人のいる店」「震える三人」「つまみぐい」「めし」「誤作動」「金曜日の出来事」「ｇさんと人形」
- 『怪談五色3 呪葬』（竹書房文庫）2015

「オーグリーンは死にました」「なめ兄さん」「らっきょ」「ワタシが愛してる」「図書室」「犬の首」「じっと待つ」「邪童流言」「俺の顔って……」

#### 怪談四十九夜
- 『怪談四十九夜 埋骨』（竹書房文庫）2019

「上手な絵」「四つの文字」「あの部屋」「餅のようなモノ」「フロの黒蛇」
- 『怪談四十九夜 地獄蝶』（竹書房文庫）2021

「一番怖い電車」「へきりじ陣屋跡の怪」「ヒヨコ」「狛犬の死骸」「よく首吊りに選ばれる樹を見に行った話」
- 『怪談四十九夜 病蛍』（竹書房文庫）2022

「梟首の絵」「轢死認識」「約束を守ったお祖母さん」「ブタ万円」「阿弥陀さんでしょ」
- 『怪談四十九夜 合掌』（竹書房文庫）2022

「魔物の宝」「百鬼の偽来迎」「狂った遺言」「つるつるの裸」「卒業した中学のアルバムが古本屋に売られていた話」

### エッセイ・その他
- 「がんばる妻」　本の旅人 2010年11月号 書店の遠景
- 「リアル名人伝」　小説すばる 2010年11月号 Oh! my IDOL
- 「どこかでみてる」幽 vol.15 (2011.07) 怪談実話コロシアム
- 「良いとこ採りの実話系」（MF文庫ダヴィンチ 『怪談実話系ベスト・セレクション』巻末　幽・文庫通信vol.34）
- 「上方の怪談」（MF文庫ダ・ヴィンチ　『怪談実話コロシアム　群雄割拠の上方篇』巻末　幽・文庫通信vol.52）
- 「特別料理」　（小説すばる） 2017年8月号 特別料理
- 「海溝壁画」（小説宝石）2019年11月号「ちょっと怖イイ物語」
- 「人、のようなものたち」（怪と幽） vol.4 (2020.04) とびきり怪談実話
- 「がんないレンズ」（小説宝石）2020年11月号「ちょっと怖イイ物語」

## DVD
- 「怪奇蒐集者（コレクター） 朱雀門出編」（楽創舎）2014
- 「怪奇蒐集者 暗黒死華集I」（楽創舎）2016
- 「怪奇蒐集者 暗黒死華集II」（楽創舎）2016
- 「怪奇蒐集者　朱雀門出編2」（楽創舎）2019
- 「怪談のシーハナ聞かせてよ。」（AMGエンタテインメント）2020
- 「真夜中の怪談 厳選! 本当に怖い戦慄実話怪談 2022春」（十影堂）2022
- 「怪談好きが集まるBAR　REQUIEM　第弐章」（AMGエンタテインメント）2023

## 講演その他
- 「ふるさと怪談＋怪談社」2011年06月11日（大阪）和光寺
- 「恐国BASARA」2012年3月18日（京都）大江能楽堂
- 「ふるさと怪談トークライブ at 京田辺」2012年8月25日（京都）京田辺商工会館
- 「東西花形怪談競」2012年8月31日（東京）深川江戸資料館
- 「ふるさと怪談トークライブ in 大阪」2012年9月16日（大阪）和光寺
- 「『男たちの怪談百物語』刊行記念 男だらけの怪談祭り!」2012年12月1日（東京）東京カルチャーカルチャー
- 「実話怪談ライブ」2013年8月14日（京都）太秦映画村中村座
- 「怪談奇談の夕べ ♭」2013年8月24日（大阪）アトリエflat
- 「ふるさと怪談トークライブ in 大阪」2013年9月21日（大阪）源聖寺
- 「怪談ライブ in Sonoda」2013年10月20日（大阪）園田学園女子大学　けやき祭
- 「怪談語りの館」2014年3月23日（京都）五条会館
- 「怪談草の間」2014年5月11日（京都）五条会館
- 「関西大恐宴」2014年7月20日（京都）大江能楽堂
- 「妖しき怪談談義」2014年8月27日（大阪）アトリエflat
- 「香代子の祀り」2015年09月13日（西東京市）田無神社
- 「宵闇妖語り」2015年10月24日（兵庫県川西市）勝福寺
- 「怪舞」2018年5月13日（京都）五条会館
- 「常夜の語り　闇が散る」2019年5月11日（大阪）光蓮寺
- 「常夜の宴 闇が集う」2019年9月16日（大阪）遍満寺
- 「『世にも怖い実話怪談』発売記念イベント」2019年12月14日（東京）白夜書房BSホール
- 「Megす怪3」2020年3月14日（大阪）南久宝寺ビル
- 「城谷歩 怪談噺全国行脚邂逅 福井の噺」2020年4月4日（福井）真宗大谷派 福井別院本瑞寺 大谷会館
- 「梅雨時ドキドキ! 怪談まつり」2021年6月19日（大阪）Loft PlusOne West
- 「夏だゾクゾク! 怪談まつり」2021年7月31日（大阪）Loft PlusOne West
- 「常夜の語り 闇が囁く」2021年11月20日（大阪）光蓮寺
- 「新春ワクワク! 怪談まつり」2022年1月8日（大阪）Loft PlusOne West
- 「肥後橋怪談夜話　第一回」2022年2月26日（大阪）HOURZ ROOM
- 「怪談怪18」2022年6月19日（東京）阿佐ヶ谷ロフトA
- 「竹書房怪談文庫 / まつり（実話怪談語り＋怪読戦）」2022年10月9日（東京）ときわホール

## TV出演
- 怪談のシーハナ聞かせてよ。#1（2016年1月11日） CSエンタメ～テレ
- 怪談のシーハナ聞かせてよ。第弐章 #1（2018年10月8日）
- 怪談のシーハナ聞かせてよ。第弐章 #39（2020年8月10日）
- スピードワゴンの月曜The NIGHT#223 怪談の歴史SP（2021年2月8日）AbemaTV
- 怪談のシーハナ聞かせてよ。第弐章 #51 怪談百物語SP（2021年2月8日） CSエンタメ～テレ
- 怪談のシーハナ聞かせてよ。第弐章 #55 怪談百物語SP（2021年4月12日） CSエンタメ～テレ
- 怪談のシーハナ聞かせてよ。第弐章 #56 怪談百物語SP（2021年4月26日） CSエンタメ～テレ
- 怪談のシーハナ聞かせてよ。第弐章 #59 怪談百物語SP（2021年6月14日） CSエンタメ～テレ
- 怪談のシーハナ聞かせてよ。第弐章 #60 怪談百物語SP（2021年6月28日） CSエンタメ～テレ
- 怪談のシーハナ聞かせてよ。第参章 #9 （2022年2月14日） CSエンタメ～テレ
- 怪談好きが集まるBAR REQUIEM 第弍章 #1（2022年6月13日） CSエンタメ～テレ

## 参照元
1. ↑   『小説すばる』2017年8月号. 集英社. pp. 341.
2. 1 2 3 4 5  “池内俊貴講師が第16回日本ホラー小説大賞短編賞を受賞されました”.   長崎バイオ大学. 2013年2月4日閲覧。
3. ↑  『怪しき我が家 家の怪談競作集』著者プロフィール
4. ↑  “日本ホラー小説大賞 受賞作リスト”.   角川書店. 2012年8月28日時点のオリジナルよりアーカイブ。2013年2月4日閲覧。
5. ↑  “バイオ大講師 恐怖小説家の顔も　池内さん 日本ホラー小説大賞受賞”.   近江毎夕新聞 (2009年11月9日). 2021年11月19日閲覧。より引用。
6. ↑  ふるさと怪談トークライブ
7. ↑  怪談社活動履歴